# Hastingleigh
Hastingleigh är en ort och civil parish i grevskapet Kent i sydöstra England. Orten ligger i distriktet Ashford, cirka 9 kilometer nordost om Ashford. Civil parishen hade 241 invånare vid folkräkningen år 2021.